# Alphonse de Moreau
Le baron Alphonse Marie Joseph Ghislain de Moreau, né le 8 mars 1840 à Andoy et mort le 2 août 1911 à Ottignies, est un homme politique belge.

## Mandats et fonctions
- Bourgmestre de Wierde : 1865-1884
- Conseiller provincial : 1870-1876
- Membre de la Chambre des représentants de Belgique : 1876-1894
- Ministre des Affaires étrangères : 1884
- Ministre de l'Agriculture, de l'Industrie et des Travaux publics : 1884-1888
- Directeur de la Banque nationale de Belgique : 1888-1911

## Distinctions
- Grand officier de l'ordre de la Couronne

## Sources
- Jean-Luc de Paepe & Christiane Raindorf-Gerard, Le Parlement belge, 1831-1894, Brussel, 1996.
- Alphonse de Moreau in de ODIS